# Marcel Bergé
Pour les articles homonymes, voir Bergé.
Marcel Bergé, est un historien et généalogiste belge, né à Schaerbeek le 17 juin 1909 et mort à Schaerbeek le 24 janvier 1986.

## Biographie
Professeur d'histoire à l'Athénée communal de Schaerbeek, il se passionne principalement pour la généalogie. Il est durant vingt ans président du Service de centralisation des études généalogiques et démographiques de Belgique (SCGD).
Il fait de nombreuses publications dans son domaine favori, par exemple il établit la descendance naturelle des ducs de Bourgogne et fait des publications sur les généalogies bruxelloises et les Lignages de Bruxelles.
Membre de la loge Les Vrais Amis de l'union et du progrès réunis, il est appelé à de hautes fonctions maçonniques en en devenant vénérable maître de 1960 à 1962, succédant ainsi à son grand-père Henri Bergé qui le fut de 1872 à 1875.

## Ascendance
Il est le fils de Gaston Bergé, avocat à la Cour d'Appel de Bruxelles, et de Jeanne Antoinette de Jaraczewski ; le petit-fils de Henri Bergé (1835-1911), professeur de Chimie à l'Université libre de Bruxelles et savant renommé.
Sa famille est issue de Jean-Baptiste Bergé, ingénieur hydraulicien et architecte du prince de Ligne à Beloeil dont le fils Nicolas-Joseph Bergé, également ingénieur et architecte, sert l'empereur Joseph II qui le surnomme "le remède à la sottise des autres" et l'anoblit en 1781.
Toutefois, malgré cet anoblissement, la famille Bergé n'a jamais demandé son intégration à la noblesse belge.